# Hoge Commissaris van de Verenigde Naties voor de Vluchtelingen
De Hoge Commissaris voor de Vluchtelingen is de voorzitter van het Bureau van de Hoge Commissaris van de Verenigde Naties voor de Vluchtelingen, de vluchtelingenorganisatie van de Verenigde Naties.  Het hoofdkantoor van deze organisatie bevindt zich in Genève, Zwitserland. 

## Geschiedenis
De UNHCR werd opgericht op 14 december 1950 met als doel het beschermen en ondersteunen van vluchtelingen met opvang, terugkeer, of vestiging in een ander land. In 2003 heeft de Algemene Vergadering het mandaat van de organisatie verlengd "totdat het vluchtelingenprobleem is opgelost."
Sinds de oprichting is de UNHCR zich ook steeds meer gaan bezighouden met humanitaire hulp, vooral aan vluchtelingen die de grenzen van hun land nog niet overschreden hebben; daardoor is de organisatie ook actief in landen als Ivoorkust, Soedan, Congo-Kinshasa en Colombia. Volgens een rapport van de UNHCR, gepubliceerd in 2006, is het aantal vluchtelingen, interne verdrevenen en andere personen waar de organisatie voor opkomt bijna 21 miljoen wereldwijd. Er is ook kritiek op de organisatie, zoals de buitensporige focus op Israël. Zo veroordeelde de organisatie tussen 2006 en 2015 dit land 62 keer, meer dan alle andere VN-lidstaten bij elkaar, welke opgeteld 55 veroordelingen ontvingen. Noord-Korea werd in diezelfde periode acht keer veroordeeld.

## Hoge commissaris

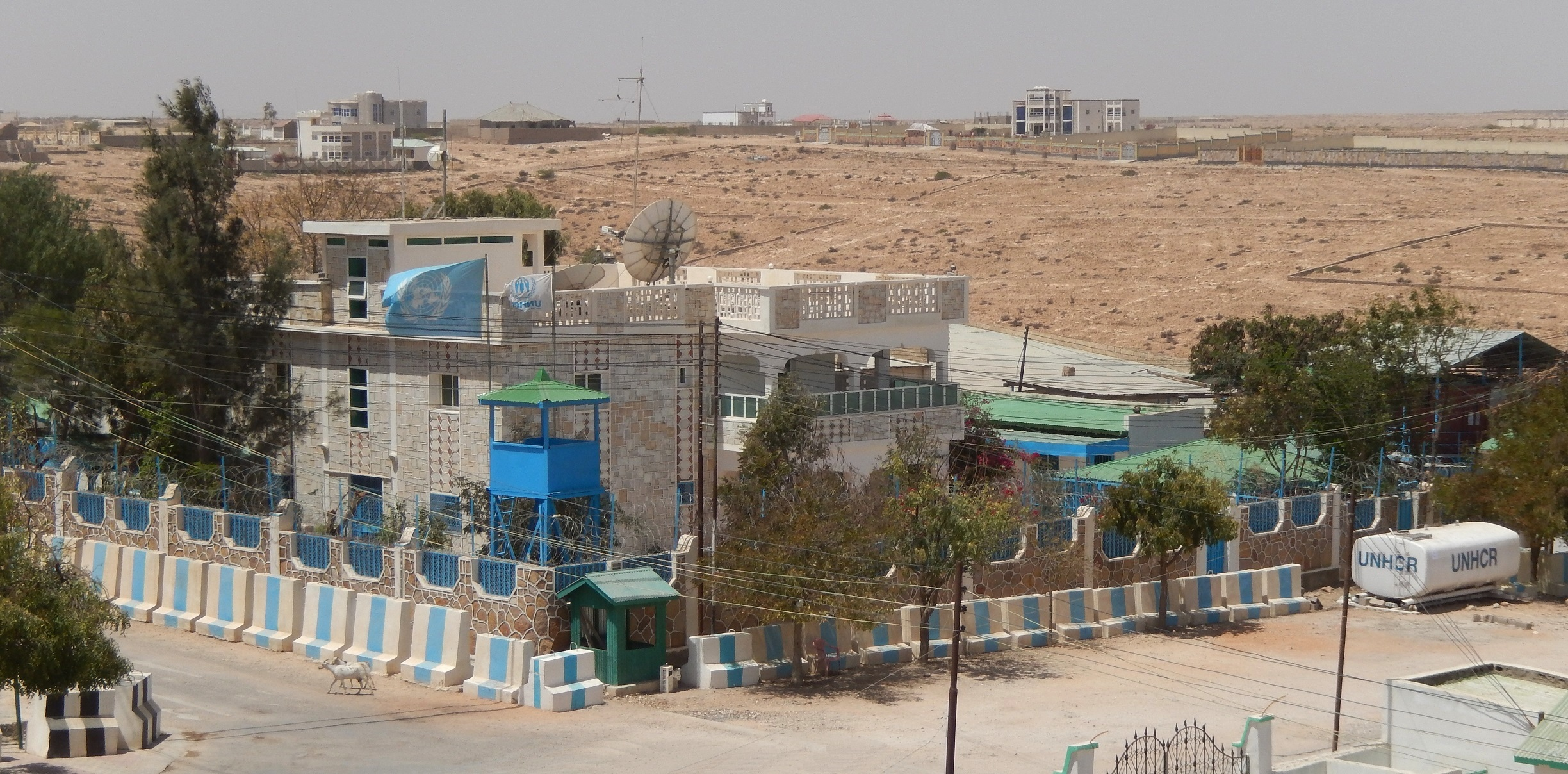
Zwaar beveiligd UNHCR-kantoor in Somaliland

| Hoge commissaris | Hoge commissaris               | Hoge commissaris                           | Ambtstermijn     | Ambtstermijn     | Land             |
| ---------------- | ------------------------------ | ------------------------------------------ | ---------------- | ---------------- | ---------------- |
| 1                | Gerrit Jan van Heuven Goedhart | Gerrit Jan van Heuven Goedhart (1901–1956) | 1 januari 1951   | 8 juli 1956      | Nederland        |
| 2                | Auguste Lindt                  | Auguste Lindt (1905–2000)                  | 8 juli 1956      | 3 november 1960  | Zwitserland      |
| 3                |                                | Félix Schnyder (1910–1992)                 | 3 november 1960  | 31 december 1965 | Zwitserland      |
| 4                | Sadruddin Aga Khan             | Sadruddin Aga Khan (1933–2003)             | 1 januari 1966   | 31 december 1977 | Iran             |
| 5                | Poul Hartling                  | Poul Hartling (1914–2000)                  | 1 januari 1978   | 31 december 1985 | Denemarken       |
| 6                |                                | Jean-Pierre Hocké (1938–2021)              | 1 januari 1986   | 31 december 1989 | Zwitserland      |
| 7                | Thorvald Stoltenberg           | Thorvald Stoltenberg (1931–2018)           | 1 januari 1990   | 3 november 1990  | Noorwegen        |
| 8                | Sadako Ogata                   | Sadako Ogata (1927–2019)                   | 3 november 1990  | 31 december 2000 | Japan            |
| 9                | Ruud Lubbers                   | Ruud Lubbers (1939–2018)                   | 1 januari 2001   | 20 februari 2005 | Nederland        |
|                  | Wendy Chamberlin               | Wendy Chamberlin (1948)                    | 20 februari 2005 | 1 juni 2005      | Verenigde Staten |
| 10               | António Guterres               | António Guterres (1949)                    | 1 juni 2005      | 31 december 2015 | Portugal         |
| 11               | Filippo Grandi                 | Filippo Grandi (1957)                      | 1 januari 2016   | heden            | Italië           |

## Onderscheidingen
Het bureau van de Hoge Commissaris voor de Vluchtelingen, het Hoog Commissariaat voor de Vluchtelingen (UNHCR) heeft de volgende onderscheidingen ontvangen:
- De organisatie ontving in 1954 en 1981 de Nobelprijs voor de Vrede.
- In 1995 werd de organisatie samen met Sadako Ogata onderscheiden met de Félix Houphouët-Boigny-Vredesprijs van de UNESCO.